# Резиденче Маласпина (Милано)
Резиденче Маласпина је насеље у Италији у округу Милано, региону Ломбардија.
Према процени из 2011. у насељу је живело 435 становника. Насеље се налази на надморској висини од 113 м.